# ناقة (فلم)
ناقة فيلم سعودي، بدأ عرضه على منصة نتفليكس في تاريخ 7 ديسمبر 2023، والفيلم من تأليف وإخراج مشعل الجاسر، وبطولة أضواء بدر ويزيد المجيول.

## القصة
يتناول فيلم ناقة قصة شابة تدعى سارة، التي تلعب دورها أضواء بدر، وهي فتاة تسللت من منزل عائلتها المحافظة لحضور حفلة سرية، ومع تطور الأحداث، تواجه الكثير من المشاكل، وتنقطع بها السبل في الصحراء قرب مدينة الرياض، حيث تجد نفسها في مواجهة ناقة هائجة.

## طاقم التمثيل
- يزيد المجيول.
- أضواء بدر.
- جبران الجبران.
- أمل الحربي.
- جبران الجبران.
- عبد الله قاسم.
- مريم عبد الرحمن.
- علي الدويان.[5]